# Bludov (Olomouc)
Bludov (in tedesco Blauda) è un comune della Repubblica Ceca facente parte del distretto di Šumperk, nella regione di Olomouc.

## Monumenti e luoghi d'interesse
- Castel Bludov